# アンジェ高等農業学校

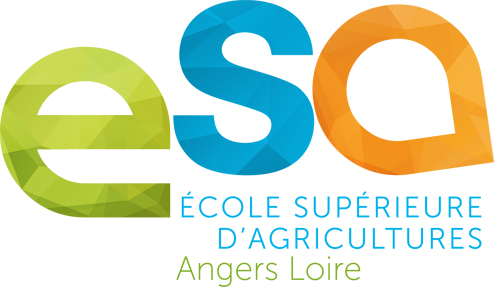
ロゴ

アンジェ高等農業学校（フランス語: Ecole Supérieure d'Agricultures d'Angers）は、フランス・アンジェに本部を置く私立農科グランゼコール（高等教育機関）である。1898年に設置された。
通称はESA（エザ）。アンジェ農業高等学院とも呼ばれる。

## 概要
農業系グランゼコール。農業大国かつ欧州連合の農業政策を推進するフランスにおいて農科グランゼコールは15校ほどであり、その中でも企業とのパートナーシップ数や研究資金、学生の国籍数において1位である。農学におけるエンジニア号（修士相当）の学位を授与できる数少ないグランゼコールであり、卒業後1年目では半数近くが管理職として就職したり、約10パーセントほどが海外勤務に就いたりしている。卒業生の多くが大手企業や政界など国内外で活躍している。
学生の定員は、2500人ほどであり、フランス国内において非常に高額な授業料（大学の授業料は無料）にもかかわらず例年の入試倍率は2倍前後である。入学希望者の半数は農家の子息や農業法人の次期経営者であることから「農業経営の士官学校」と呼ばれる。農科グランゼコールという特殊性から通常2年であるグランゼコール準備級が3年である。
グループワークやディスカッションを用いた授業が多く、論理的思考やマネジメント能力を重視した独自の評価基準を持っていることから、応用の利く人材が多数輩出されるとして、多国籍企業からの採用が多い。卒業論文のテーマは学生のスポンサーとなる企業と相談して決定するため、実務と密接に関わった研究内容が多い。そのため、科学的および実務的両方の側面をもったESA生の卒業論文はESAおよび企業間秘密であることが多い。2500人の学生に対してパートナシップ企業は約2000社である。

### 歴史
創立は1898年に遡り、2018年に120周年を迎え各種メディアに報道された。当時はイエズス会系の学校であったため生徒は男子に限られており、教育内容も園芸のみだった。2000年代に入り大幅な国際化路線を選択。全校生徒2400名のうち300名近くはフランス国外の留学生。

### 教育分野
ESAにおける教育分野は農業を中心としており、農産・畜産学・醸造学・食品の加工・（農業）経営学からなっている。また、その他の分野においても他のグランゼコールや国内外の大学との協定を結んでいるため遠方からの受講や交換留学にも対応している。それぞれの分野でフランス国内外出身の教員がフランス語および英語による指導を行い、近年ではプログラミングやデータベース・CRM・データ分析などに関する授業が必須科目となっており、技術の発展と企業の需要に対応したカリキュラムとなっている。

### 伝統
シャンゼリゼをなぞらえた Champs et lisiers (シャンゼリジエ「田畑と糞尿」の意）が学生主催によって例年行われる。年度によって内容は変わるが主に準備級を終えて正式にESAの一員となった新入生のお披露目を兼ねている。

## 著名な人物
- Claude Blanchet (1943-2002)
- François-Henri de Virieu (1931-1997)
- Louis Armand Joseph de Maillé de La Tour-Landry (1830-1907)